# Julian Lenz
Julian Lenz (Gießen, 17 de febrero de 1993) es un tenista alemán, ganador del junior del Abierto de Estados Unidos 2011 en dobles.

## Carrera tenística
En 2011, compitiendo en tándem con Robin Kern, ganó el torneo Junior Grand Slam del Abierto de Estados Unidos. En la final, la pareja alemana derrotó al dúo Maxim Dubarenco-Vladyslav Manafov 7: 5, 6: 4.
En su carrera, ganó dos torneos de dobles ATP Challenger Tour. Además, ganó tres torneos de individuales y cuatro de dobles de la ITF.
En el ranking de individuales, fue el más alto en el puesto 227 (6 de enero de 2020), y en la clasificación de dobles en el puesto 162 (21 de junio de 2021).